# Work-life balance
Work-life balance (WLB) – koncepcja zarządzania czasem, stawiająca za cel odnalezienie równowagi pomiędzy „pracą” (kariera i ambicja) a życiem prywatnym (zdrowie, rozrywka, rodzina, duchowość). 
Idea work-life balance powstała na przełomie lat 70. i 80. XX wieku. Jest odpowiedzią na pojawiające się problemy społeczne, takie jak pracoholizm czy wypalenie zawodowe. Ideałem jest stan, w którym wszystkie działania są zgodne z naszymi podstawowymi wartościami i służą naszej wizji i celom. 
Zgodnie z ideą WLB pracodawca powinien doceniać swojego pracownika i dbać o jego dobre samopoczucie i zadowolenie z pracy.

## Prawo
Kwestie work-life balance są regulowane w przepisach prawa pracy. W przypadku prawodawstwa europejskiego kwestie WLB określone są w Dyrektywie Parlamentu Europejskiego i Rady (UE) 2019/1158 z dnia 20 czerwca 2019 r. w sprawie równowagi między życiem zawodowym a prywatnym rodziców i opiekunów oraz uchylającej dyrektywę Rady 2010/18/UE.
W polskim prawodawstwie dyrektywa została wdrożona poprzez nowelizację w Kodeksie pracy z dnia 9 marca 2023 r.